# Незаразні хвороби риб
Незаразні хвороби риб — захворювання, які виникають в результаті впливу на риб несприятливих умов середовища, годування їх неповноцінними або недоброякісними кормами, а також порушень біотехнології вирощування риб. Їх можна розділити на дві основні групи: аліментарні та хвороби, що викликаються порушеннями умов існування.

## Аліментарні хвороби
До групи аліментарних хвороб відносять гіпо- гіпервітамінози, хвороби обміну речовин (диспротеїнози, порушення вуглеводного, жирового і мінерального обмінів), аліментарні токсикози (гепатома форелі), ліпоїдну дистрофію печінки форелі та ін.

## Несприятливі умови існування
Захворювання, зумовлені дією несприятливих умов середовища, включають в себе:
- хвороби, що виникають в результаті дії низької (застуда) і високої температур;
- гіпоксію і асфіксію (замор);
- газопухирцеву хворобу;
- хвороби, що виникають в результаті впливу коливань pH (кислотне і лужне захворювання);
- незаразний бранхіонекроз;
- отруєння токсичними речовинами екзогенного походження;
- ураження радіоактивними речовинами.

## Каліцтва
При порушенні біотехнології відтворення і вирощування риб відзначають каліцтва, водянку жовткового мішка, білоплямисту хворобу личинок лососевих, травматичні ушкодження риб різного віку і т. д. Вони виникають в результаті комплексного впливу перерахованих вище факторів.

### Причини каліцтва
Причинами каліцтв можуть бути генетичні розлади (випадкова мутація, спадкові хвороби), механічні пошкодження (поранення, вплив різних зовнішніх факторів довкілля (фізичних, хімічних)), порушення метаболізму (брак вітамінів і мікроелементів у морських риб викликає запалення зябрового апарату і облисіння ділянок тіла (частіше голови)), інфекційні хвороби (наприклад, туберкульоз, нематози).
Деякі генетичні розлади проявляються у мальків вже в перші кілька днів життя. Якщо уражений тільки один або два малька з усього виводка, то причиною, швидше за все, є випадкова мутація. Однак якщо вражена значна частина виводка, тоді це спадкова проблема. Можливо, вона пов'язана з інбридингом. Генетичні дефекти можуть бути викликані проблемами довкілля (під впливом різних зовнішніх факторів (фізичних, хімічних), які мають вплив на виробників та ікру, що інкубуюється), біологічною неповноцінністю статевих клітин.
При використанні для розведення недозрілої і перезрілої ікри, а також ікри від занадто молодих або дуже старих виробників у виклюнувшихся личинок спостерігаються каліцтва голови, очей, водянка жовткового мішка.
При дії деяких тератогенних отрут і іонізуючої радіації виникають деформація зародків і личинок, подвійні каліцтва, аномалії розвитку внутрішніх органів.

### Наслідки каліцтв
Наслідки каліцтв залежать від тяжкості дефектів. Найбільш важкі наслідки спостерігають у ембріонів і личинок, так як каліцтва в цьому віці, як правило, призводять до їх загибелі. Невеликі дефекти з віком можуть зникнути, більш важкі, такі, як аномалії голови, хребта, ротової порожнини, зябрових кришок, очей, внутрішніх органів, залишаючись у риб на все життя, ускладнюють їх харчування, дихання та інші функції організму, порушують ріст і розвиток і цим самим знижують продуктивність ставків.

### Профілактика
Раціон виробників повинен включати в себе достатню кількість природної їжі. При проведенні нерестової кампанії звертають увагу на підбір виробників і не використовують для зарибнення ставків молодь від першонерестующих і дуже старих риб. У період інкубації ікри забезпечують оптимальні умови, що виключають вплив низьких або високих температур, попадання у воду отрутохімікатів та інші несприятливі фактори. При штучному заплідненні ікри суворо дотримуються часу взяття статевих продуктів від риб після гіпофізарних ін'єкцій, не допускаючи перезрівання ікри.

### Лікування
Лікування залежить від причини каліцтва. Способу лікування генетичних дефектів не існує. Якщо дефекти будуть викликати у риби страждання (як буває у випадку важкого каліцтва тіла), тоді уражену рибу слід умертвити. Але в цьому немає необхідності у разі мутацій забарвлення і невеликих каліцтв — наприклад, відсутність зябрової кришки або потворного плавника. Однак таких риб не слід використовувати для розведення. Риби з вадами розвитку лікуванню не підлягають і також повинні умертвлятися. При каліцтвах викликаних порушеннями метаболізму застосовубть варіювання корму, включення рослинних добавок, застосування водорозчинних вітамінних комплексів, вітамінізації живого корму (цвіркунів і т. д.) за допомогою мікроін'єкцій. Лікування каліцтв викликаних інфекційними хворобами залежить від конкретної хвороби.

### Різновиди каліцтва
Ембріональні та личинкові каліцтва
На стадії ембріонів і личинок у риб відзначають наступні види каліцтва:
- водянка і відшарування жовткового мішка;
- подвійні личинки;
- роздвоєння хвоста і голови;
- надломи тіла і хвоста;
- мікроцефалюс;
- ацефалюс;
- мікрофтальмус;
- аномалії в серці, судинах та інших органах.

Найбільш часто спостерігають каліцтва у форелі.
Постембріональні каліцтва
У постембріональному періоді частіше зустрічаються каліцтва окремих частин тіла і органів:
- Каліцтва голови проявляються часто у вигляді укорочення як верхньої (мопсовидність), так і обох щелеп (круглорилість), у вигляді звуження або повного закриття ротового отвору.. Такі каліцтва не дуже широко поширені.
- Каліцтва очей проявляються їх випинанням, сліпотою, заростанням очної западини, їх збільшенням або зменшенням, деформацією очних яблук, зближенням очей (синофтальмія), одноокістю (циклопія), відсутністю очей (анофтальмус).
- Каліцтва бічної лінії проявляються її переривчастістю, гіллястістю, вигинами.
- Каліцтва хребта:вкорочення його за рахунок стиснення або зрощення хребців, горбатість (кіфоз), сідловидність (лордоз), вигини в сторони (сколіоз), хвилеподібні вигини (плекоспонділез) та інші аномалії. Сколіоз і лордоз можуть спостерігатися в поєднанні в однієї і тієї ж особи. Викривлення хвостового стебла зазвичай має генетичне походження. Каліцтва хребта широко поширені і можуть викликати зсув або деформацію внутрішніх органів. Це викликає труднощі під час плавання та інші незручності.
- Каліцтва зябрових кришок, які з однієї або з обох сторін можуть повністю або частково бути відсутніми. Такі каліцтва досить широко поширені, особливо у риб, (зокрема у скалярій), що тривалий час піддавалися інбридингу. Такі каліцтва, схоже, не викликають у риб особливих страждань, але на вигляд вони дуже неприємні, та й небажані, оскільки через це їх ніжні зябра залишаються незахищеними.
- Каліцтва плавників. Плавники (черевні, грудні або анальний плавникі) можуть бути повністю або частково відсутніми. Іноді відсутні промені і перетинки, іноді тільки одна перетинка, так що плавники як би розділені на дві частини. Зустрічаються й інші каліцтва плавників — наприклад, множинність плавників, звисання в бік спинного плавника, загортання назовні плавників, а також різні відхилення від норми за формою і розмірами.
- Каліцтва внутрішніх органів виражаються відсутністю плавального міхура, деформацією яєчника, гермафродитизмом, роздвоєнням жовчного міхура та ін.

Виражаються в основному в порушенні функцій печінки і гонад. Найбільш часто зустрічаються зміни в будові і функціонуванні статевої системи різних видів риб (плітка, лящ, головень та ін.) Виражаються в нерівномірному розвитку гонад або їх окремих частин. Іноді в порожнині тіла може бути тільки один сім'яник або яєчник. Значна кількість самок, в основному, коропових видів риб мають після нересту невиметанну резорбовану ікру. Зустрічаються також статевозрілі за віком особини, що характеризуються масовою резорбцією (розпадом) зрілих статевих клітин, дегенерацією ікринок і пропуском нерестового сезону, а також самці плотви, в яких під час нерестового сезону з'являється «перлова висипка» аномального виду, що являє собою слизові горбки, що зникають після нересту.
В мальків з дисфункцією плавального міхура відсутня плавучість, і вони «ковзають» або «стрибають» на череві. Вони зазвичай гинуть протягом перших кількох днів життя, так що в евтаназії не виникає необхідності.
- Каліцтво зовнішнього забарвлення риб залежить від переважання в шкірі риб тих чи інших видів хроматофор: меланізм — почорніння тіла, ксанторізм — посилення жовто-оранжевого забарвлення (у орфи, сома, вугра, коропа, карася), альбінізм — побіління забарвлення (у вугра, сома, форелі та ін.). альмпія — нерозвиненість сріблястих клітин (іридоцитів). Зміни забарвлення у всіх цих випадках можуть бути по всьому тілу і осередкові.
- Порушення обміну речовин. Спостерігається різкий зсув обміну, що виражається в накопиченні значної кількості жиру в м'язах та порожнині тіла, особливо на кишечнику і гонадах. Останні часто виявляються недорозвиненими. Особливо це виражено у коропових риб — плітки, ляща, верховодки, головня, карася та ін.
- Пухлиноподібні утворення.
- Сіамські близнюки.